# フリップ・ゴードン
トラヴィス・ゴードン・ロペス・ジュニア（Travis Gordon Lopes Jr. , 1991年12月12日 - )は、アメリカのプロレスラー。現在、ROHにフリップ・ゴードン (Flip Gordon) のリングネームで所属している。キャリアの最初期はニューイングランド・プロレスリング・アカデミーにおいてブライアン・フーリーのもとで練習を積み、2015年5月6日にビフ・ビューシックを相手にデビュー戦を戦った。その後、2016年9月9日に6WAYスクランブルマッチに勝利し、自身初タイトルとなるCWニューイングランド王座を戴冠した。以前は陸軍州兵に6年間勤務しており、爆発物訓練を専門とする工兵として働いていたが、2018年5月1日に退役した。

## 来歴

### 初期
デビュー前はブライアン・フューリーの運営するニューイングランドプロレスリングアカデミーで練習していた。2015年5月6日、ビフ・ビューシックとのシングルマッチでデビューを果たした。 

### インディ団体への参戦（2016年 - 現在）
カオティック・レスリングに参戦し、2016年9月9日に行われた「A Night Of Grand Slams」の6WAYスクランブルマッチで自身初のタイトルとなる、CWニューイングランド王座を獲得した。しかし2017年2月3日、マイク・ヴェルナに敗れタイトルを失う。2016年はCZWにも参戦し、チャックテイラーやスティーブ・スコット、ダン・バリーに勝利した。 

### ROH（2017年 - 現在）
ROHへの初参戦から1か月後、 ROHと契約を結んだ。2017年4月8日、メリーランド州ボルチモアでマット・サイダルに敗れた。2017年12月15日、「Final Battle」でドラゴン・リー、ティタンとタッグを組み、 ROH世界6人タッグ王座を保持するヤング・バックス、ハングマン・ペイジと対戦するも、敗戦した。 2018年7月20日、「Honor for All」で、 NWA世界ヘビー級王座を保持するニック・オールディスに挑戦するも敗戦し、王者が防衛した。 試合後、ブリー・レイが急所攻撃を見舞い、挑発した。2018年9月1日、ROH世界王座を保持するジェイ・リーサルへの挑戦権を賭けたバトルロイヤルに勝利し、同日に挑戦するも、敗戦した。「Sea At Honor」トーナメントでは決勝でジェイ・ブリスコを破り優勝し、ROH世界王座への次期挑戦権を獲得した。「Honor Reigns Supreme」ではトレイシー・ウィリアムズとの試合に出場するも、試合の序盤で膝を負傷し、早期決着での敗北となった。 
2019年6月、「Best in the World」でのROH世界6人タッグ選手権でヴィラン・エンタープライゼスがライフブラッドを相手に防衛を果たした試合後、ヴィラン・エンタープライゼスのリーダーであるマーティ・スカルが、ゴードンが同ユニットの4人目のメンバーであると明かし、ブロディ・キング、PCOとともにライフブラッドを攻撃した。これがゴードンにとってはROHのキャリアで初となるヒールターンであった。2020年5月、ROHは新しく複数年契約を結んだことを発表した。 

### CMLL（2017 - 2018年）
2017年9月16日、CMLLに参戦し、ルチャリブレデビューを飾った。ボラドール・ジュニア、カリスティコとタッグを組み、CMLL 84周年記念大会で小島聡、メフィスト、ウルティモ・ゲレーロを破った。その後、アレナ・プエブラでの大会や火曜、金曜、日曜のアレナ・メヒコでの大会などにも参戦した。再びボラドール、カリスティコと組み、グランプリ・インテルナシオナル・トルネオ・シベルネティコにも参戦し、優勝した。 

### 新日本プロレス（2018年 - 現在）
2018年2月、ROHと新日本プロレスの合同興行である「Honor Rising : Japan」に参戦し、初日には、高橋ヒロムとKUSHIDAとの3WAYマッチで勝利した。 2日目のタッグマッチでは田口隆祐とタッグを組み、ロス・インゴベルナブレス・デ・ハポン（高橋ヒロム・BUSHI組）と対戦したが敗北を喫した。2018年5月、ゴードンは新日本で毎年恒例のベスト・オブ・ザ・スーパージュニアの参加者16名のうちの1人として発表された。公式戦を3勝4敗で終え、決勝進出はならなかった。新日本プロレスとROHの共同で開催された「G1 Supercard」に参戦した後、ベスト・オブ・ザ・スーパージュニアに再び出場すると発表された。しかし、ビザの問題のため、最終的には出場できなかった。 

## 私生活
以前、陸軍州兵の隊員として6年間勤務し、爆発物訓練を専門とする工兵として働いていた。入隊後、2018年5月1日に退役した。

## 得意技

### フィニッシュ・ホールド
フォーフリッピースプラッシュ
450スプラッシュと同じ技。
スタースパングルド・スタナー
スプリングボード式コークスクリュー・スタナー。
相手に背を向けた状態で自ら、セカンドロープに飛び乗り、錐揉み回転しながら相手の首元に飛び付いて顔面を右肩に打ち付けるスプリングボード式コークスクリュー・スタナー。技名は星条旗をもじったもの。

### 打撃技
エルボー
エルボー・スタンプ
バックエルボー
バックハンド・チョップ
チョップ・スマッシュ
ナックル・パンチ
ドロップキック
クローズライン
ニーリフト
ハイニー・アタック
各種蹴り技
ローキック、ミドルキック、ハイキック、ローリング・ソバット
ランニングミドルキック
フロントハイキック
スーパーキック
通常、中腰状態の相手へ放つスーパーキック、エプロンサイドなど使用。
キンダー・サプライズ
相手がトップロープに座っている状態で自ら、トップロープ上に乗っての相手に向かいサイドキックを打ち放つ技。
延髄斬り
ブーメランキック
トップロープ又は、セカンドロープに相手の上半身をもたれさせた状態で助走をつけてロープに駆け寄りトップロープとセカンドを掴んでジャンプし両足をロープの間をくぐり抜ける様に回転させて相手の顔面を両足で蹴りつける。
ブーメランキック放った後で自ら、逆立ちアピールをしてターニングダンスのパフォーマンスを披露。
レッグスイープ　
ダブル・ニーアタック
対角線に放つダブル・ニーアタック
場外へのスライディングキック　

### 投げ技
ファルコン・アロー
スープレックス
スーパープレックス
バックドロップ
ジャーマンスープレックス
飛び付きフランケンシュタイナー
サモアンドロップ

### 飛び技
背面飛び付きカッター
スプリングボート・スリングブレイド
場外へのスワンダイブミサイルキック
ダイビング‘ネックブリーカードロップ
コーナー逆さ吊りフットスタンプ
フライングショルダータックル
トペ・スイシーダ
トペ・コン・ヒーロ
プランチャ
セントーン・アトミコ
ムーンサルトプレス
通常、ランニング・ミドルキック&スタンディング・ムーンサルトプレス、サモアンドロップ&スタンディング・ムーンサルトプレスを使用。
捻り式ムーンサルトアタック
フロッグスプラッシュ

### 関節技、締め技
ボストンクラブ
ハーフ・ボストンクラブ
フィギュア・フォー・レッグロック
STF
ヘッドロック

### フォール技
バックスライド
スクールボーイ
スモール・パッケージホールド
ジャックナイフ・ホールド

## 獲得タイトル
- カオティック・レスリング
  - CWニューイングランド王座 （1回） [15]
- ファイト・フォーエバー・レスリング
  - ファイト・フォーエバー男子世界王座（1回） [16]
- ノースイースト・レスリング
  - NEWヘビー級王座 （1回）
  - キング・オブ・ベサニー・トーナメント（2016）
- LDNレスリング
  - LDN世界王座（1回）
- ノース・ショア・プロレスリング
  - NSPWマリタイム王座（1回） [17]
- プロレスリング・イラストレーテッド
  - 2018年のPWI500でシングルレスラー500位中144位にランクイン[18]
- ROH
  - ブレイクアウト・スター・オブ・ザ・イヤー（2018）
  - Sea of Honorトーナメント（2018） [19]
- ワールド・シリーズ・レスリング
  - WSWタッグ王座（1回、パートナーはブライアン・ケージ [20]）
- エクストリーム・レスリング・アライアンス
  - XWAファイヤーブランド王座（1回）